# Harvard Museum of Natural History

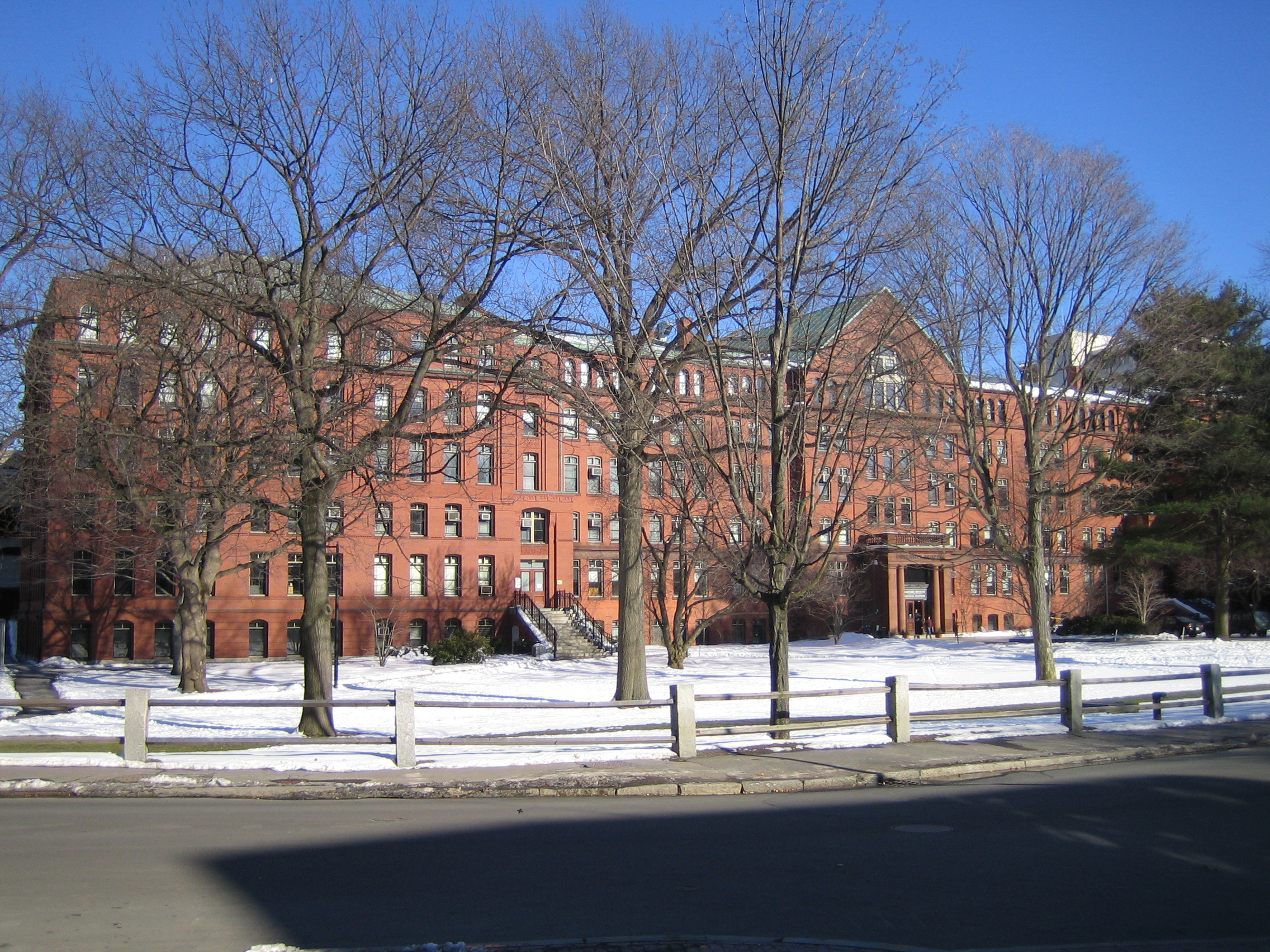
Gebouw van het Harvard Museum of Natural History

Het Harvard Museum of Natural History is een natuurhistorisch museum in Cambridge (Massachusetts) op het terrein van de Harvard University. Het museum is in 1998 opgericht als publiek overzicht van drie onderzoeksmusea: Museum of Comparative Zoology, Harvard University Herbaria en Mineralogical Museum at Harvard University.
Een overzicht van de collecties van deze drie musea wordt getoond in het natuurhistorisch museum. De collectie omvat onder andere opgezette dieren, fossielen, skeletten en botten van uitgestorven dieren als de dodo en dinosauriërs, gesteenten, mineralen, edelstenen, geleedpotigen en een verzameling van natuurgetrouwe glazen modellen van planten gemaakt door de Duitse gebroeders Blaschka tussen 1887 en 1936.
Het museum verzorgt een educatief programma voor zowel volwassenen als kinderen met verschillende onderdelen als lezingen, studie van botten en tekenlessen met betrekking tot dieren. Het museum organiseert voor geïnteresseerden expedities over de gehele wereld onder leiding van gerenommeerde wetenschappers. Het museum is aangesloten bij de American Institute of Biological Sciences (AIBS), een wetenschappelijke associatie die zich richt op het bevorderen van biologisch onderzoek en onderwijs in de Verenigde Staten. Ook is het museum lid van de Natural Science Collections Alliance, een Amerikaanse non-profit-associatie die zich richt op de ondersteuning van natuurwetenschappelijke collecties, hun menselijke middelen, de instituten die de collecties huisvesten en hun onderzoeksactiviteiten.
Het is mogelijk om lid te worden van het museum wat met meerdere voordelen gepaard gaat.